# Gilbert de Choiseul du Plessis Praslin
Gilbert de Choiseul du Plessis Praslin (1613 - Parijs, 31 december 1689) was een Franse rooms-katholieke geestelijke die tussen 1669 en 1689 bisschop van Doornik was.
De Choiseul werd geboren in de omgeving van Parijs in een adellijke familie. In 1644 werd hij aangesteld als bisschop van Comminges en twee jaar later werd hij tot bisschop gewijd.
Hij was de eerste van een reeks Franse bisschoppen van Doornik gekozen door koning Lodewijk XIV van Frankrijk nadat hij Doornik had veroverd. Dit gebeurde in 1669, een jaar na het Verdrag van Aken dat Het Doornikse aan Frankrijk toewees. De bisschopszetel was toen al drie jaar vacant.
De Choiseul was een hervormingsgezinde bisschop. In een rapport aan paus Innocentius XI weerlegde hij een jansenist te zijn, dit is de stellingen van Jansenius te onderschrijven. Maar in zijn daden toonde hij zich aan aanhanger van het jansenisme. Hij stond bekend om zijn sobere levenswijze. Hij had bijzondere aandacht voor de priesteropleiding in de seminaries en legde aan zijn priesters op om de soutane te dragen en regelmatig conferenties bij te wonen. De vicaris-generaal probeerde na zijn dood de hervormingen die hij in het bisdom Doornik had doorgevoerd, terug te draaien. Maar toen zijn opvolger François de Caillebot de La Salle in 1693 het bisdom in bezit nam, voerde hij de jansenistische hervormingen van de Choiseul opnieuw in.